# Reaper (Sia)
Reaper è un singolo della cantautrice australiana Sia, pubblicato il 7 gennaio 2016 come quinto estratto dal settimo album in studio This Is Acting.

## Descrizione
Settima traccia dell'album, Reaper è stata composta dalla stessa Sia insieme a Noah Goldstein, Charles Napa, Dom Solo e Kanye West e, come quanto accaduto con il precedente singolo Cheap Thrills, era stata inizialmente proposta da Sia alla cantante barbadiana Rihanna. In una successiva intervista la cantante ha dichiarato di aver deciso di tenere il brano per sé sotto richiesta del proprio manager:
 Il singolo è stato eseguito per la prima volta dal vivo al programma televisivo statunitense Good Morning America.

## Tracce
1. Reaper – 3:38

## Classifiche
| Classifica (2016)      | Posizione massima |
| ---------------------- | ----------------- |
| Canada                 | 78                |
| Canada (digital)       | 39                |
| Francia                | 89                |
| Regno Unito            | 82                |
| Regno Unito (download) | 47                |
| Scozia                 | 30                |